# Franz II. (Lothringen)

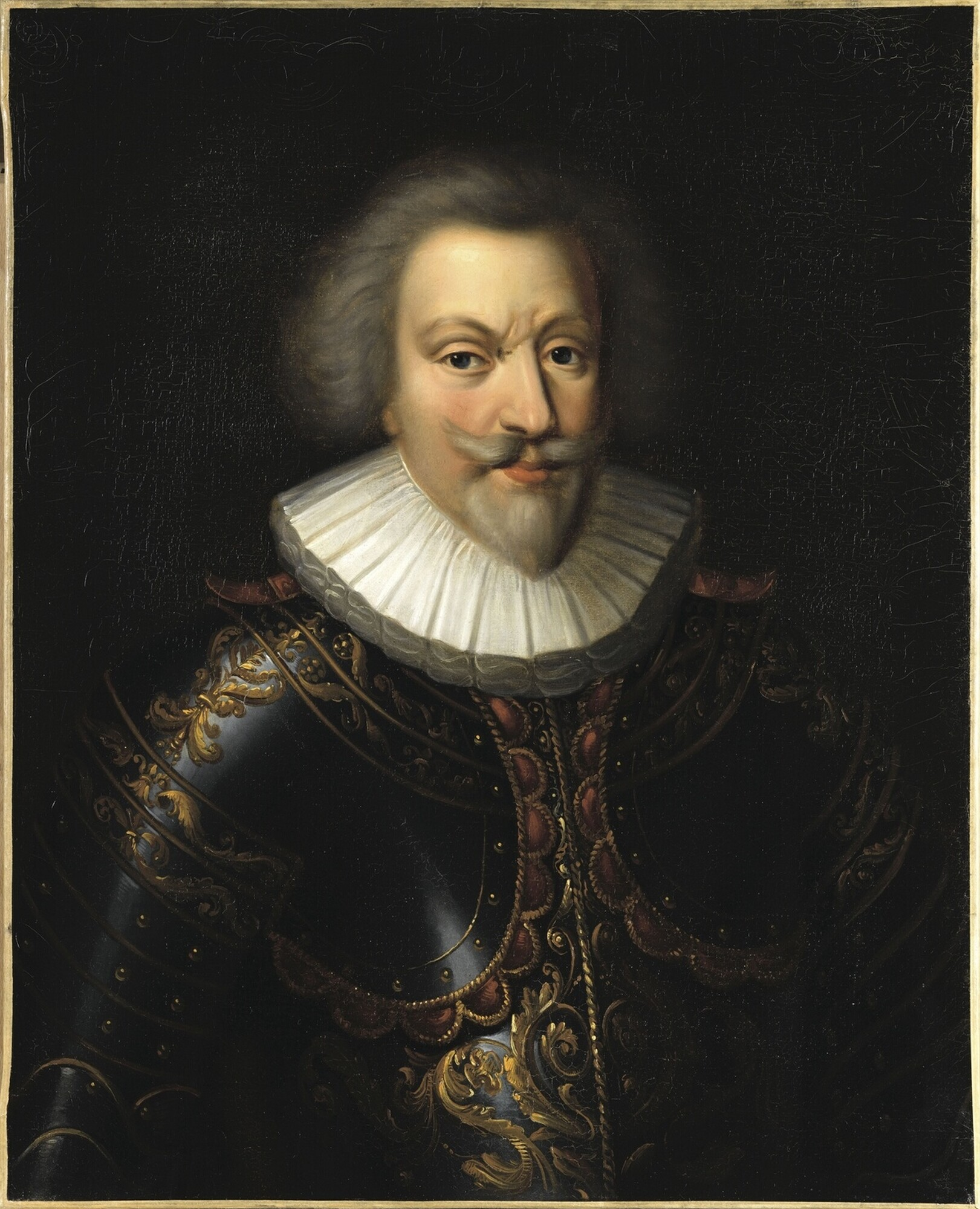
Franz II. von Lothringen

Franz II. von Lothringen (* 27. Februar 1572 in Nancy; † 14. Oktober 1632) war Graf von Vaudémont sowie für fünf Tage Herzog von Lothringen und Bar. Er war ein jüngerer Sohn des Herzogs Karl III. von Lothringen und dessen Frau Claudia von Valois.

## Leben
Als ein jüngerer Sohn des Herzogs Karl III. erhielt er den Titel Graf von Vaudémont. Sein Vater ernannte ihn zu seinem Stellvertreter (Generalleutnant), während er selbst 1594 außer Landes war. Im gleichen Jahr wurde er Generalleutnant des französischen Königs in Toul und Verdun. Von September bis Oktober 1606 war er in diplomatischem Auftrag seines Vaters in England. 1621 überwarf er sich mit seinem Bruder Heinrich II., der seit 1608 Herzog war, und ging nach Deutschland, um für den Kaiser gegen die Protestanten zu kämpfen.
Grund für das Zerwürfnis war Heinrichs Absicht, Lothringen seiner Tochter Nicole zu hinterlassen, obwohl das Testament des Herzogs René II. eine rein männliche Erbfolge vorsah. Nach Verhandlungen wurde die Frage dann dadurch geklärt, dass Nicole mit Karl von Vaudémont verheiratet wurde, Franz’ ältestem Sohn.
Nachdem Heinrich II. am 31. Juli 1624 gestorben war, wurde die Lage kompliziert. Heinrichs letzte Bestimmungen legten fest, dass Karl von Vaudémont lediglich als Ehemann Nicoles Herzog werden sollte. Im November 1625 jedoch trat Franz von Vaudémont vor die lothringischen Generalstände und beanspruchte das Herzogtum, das ihm am 21. November 1625  zugesprochen wurde. Nachdem er fünf Tage später seine Schulden aus der Staatskasse beglichen hatte, trat er zugunsten des Sohnes zurück, der durch oben erwähnte Entscheidung der Generalstände als männlicher Nachfolger des Vaters, die Rechte der Gattin und Base beiseiteschiebend, Herzog aus eigenem Recht wurde. In seinem Testament führte Franz aus, dass er „niemals Ambitionen gehabt habe, in dieser Welt eine Krone zu tragen“. Nach dem Rücktritt zog sich Franz II. auf die Verwaltung der Grafschaft Vaudémont und der Herrschaft Salins zurück. Nach weniger als zwei Jahren starb er.

## Nachkommen
1597 heiratete Franz II. Christine von Salm (* 1575; † 1627), Tochter des Grafen Paul von Salm-Badenweiler (um 1535–1584) und Erbin der halben Grafschaft. Ihre Kinder waren:
- Heinrich (* 1602; † 1611), Marquis de Hattonchatel
- Karl IV. (* 1604; † 1675), Herzog von Lothringen
- Henriette (* 1605; † 1660) ⚭ 
  1. 1621 Louis de Guise († 1631), Fürst von Pfalzburg und Lixheim,
  2. 1643 Charles Guasco Marchese de Sallerio, 1644 Reichsfürst von Pfalzburg und Lixheim,
  3. 1649 Cristovão de Moura, Conde de Lumiares, Sohn von Manuel de Moura, Marquês de Castelo Rodrigo
  4. 1652 Giuseppe Francesco de Grimaldi († 1693), Fürst von Pfalzburg und Lixheim
- Nikolaus Franz (* 1609; † 1670), Kardinal, dann Herzog von Lothringen
- Margarete (* 1615; † 1672), ⚭ 1632 Jean-Baptiste Gaston de Bourbon, Herzog von Orléans
- Christine (* 1621; † 1622)